# پابزرگ وانوآتو
پابزرگ وانوآتو (نام علمی: Megapodius layardi) نام یک گونه از سرده مرغ خاشاک است.